# ℶ 數
ℶ 數（读作Beth数）和阿列夫数類似，也是一系列超窮基數。
在連續統假設下，阿列夫数與 ℶ 數等價：
- 可數集（如自然數集）的基數標記爲{\displaystyle \beth _{0}}，下一個 ℶ 數被定義爲上一個 ℶ 數的冪集的基數，卽：

{\displaystyle \beth _{0}:=\operatorname {card} \left(\mathbb {N} \right)}
{\displaystyle \beth _{1}:=2^{\beth _{0}}=\operatorname {card} \left(P\left(\mathbb {N} \right)\right)}
{\displaystyle \beth _{2}:=2^{\beth _{1}}=\operatorname {card} (P(P(\mathbb {N} )))}
{\displaystyle \beth _{3}:=2^{\beth _{2}}=\operatorname {card} (P(P(P(\mathbb {N} ))))}
等等

## 定理
對任意的 α 有{\displaystyle \beth _{\alpha }\geqslant \aleph _{\alpha }}，而連續統假設卽爲{\displaystyle \beth _{1}=\aleph _{1}}乃至{\displaystyle \beth _{\alpha }=\aleph _{\alpha }}。
對 α = 1 的情況，證明分兩步：一、ℵ₀ 和 ℵ₁ 之間無其他任何基數；:29二、ℶ₁ 比 ℶ₀ 大（card(2X) > card(X)）。:7

## 常見叫法
在中國大陸，實數集的基數常被記爲𝖈或 ℵ ，卽 ℵ := ℶ₁，這樣連續統假設就常常被表述爲 ℵ = ℵ₁．閲讀相關讀物時應避免混淆。人們在學數學分析（微積分）時常常以爲自己時常遇到的是阿列夫数，事實上他們遇到的是 “ℵ”或“𝖈”，卽第一個 ℶ 數。